# 군추코역
군추코역(일본어: 郡中港駅)은 일본 에히메현 이요시에 위치한 이요 철도 군추 선의 철도역이다. 이 노선의 종착역이자, 역 번호는 IY 35이며, 단선 승강장 1면 1선의 구조를 갖춘 지상역이다.

## 타는 곳
| 1 | ■ 군추 선 | 상행 | 마사키 · 요고 · 마쓰야마시 방면 |

## 이용 현황
| 연도 | 승차 인원 |
| ---- | --------- |
| 2011 | 1,037     |
| 2012 | 983       |
| 2013 | 990       |
| 2014 | 1,047     |
| 2015 | 1,053     |

## 역 주변
- 이요 시청
- JR 시코쿠 요산선 이요시역

## 인접 역
| 이요 철도 군추 선          | 이요 철도 군추 선 | 이요 철도 군추 선 |
| -------------------------- | ----------------- | ----------------- |
| IY 34 군추 마쓰야마시 방면 | ■ 군추 선         | 시·종착역         |